# Michel Tubeuf
Pour les articles homonymes, voir Tubeuf.
Michel Tubeuf ou Tubœuf (1602-1682) est un prélat français du XVIIe siècle, évêque de Saint-Pons puis de Castres.

## Biographie
Né en 1602 à Paris, Michel Tubeuf est le fils de Simon Tubeuf et de Marie Talon. Il est issu d'une famille de noblesse de robe, et son frère, Jacques Tubeuf, est président de la Chambre des comptes et Intendant des finances de 1644 à 1650. Il commence ses études au collège d'Harcourt, puis les poursuit à la Sorbonne où il devient bachelier en théologie vers 1628. Prêtre vers 1630, conseiller et aumônier du roi, il est ensuite abbé commendataire de Saint-Urbain (dans le diocèse de Chalon) et désigné par la province ecclésiastique de Reims lors de l'Assemblée du clergé de Paris comme agent général du clergé de France. Il occupera ce poste de 1645 à 1650. 
Après la fin de son mandat, Michel Tubeuf est nommé évêque de Saint-Pons-de-Thomières le 20 juin 1653, en remplacement de Jean-Jacques de Fleyres. Il est confirmé le 26 janvier, et consacré le 12 avril 1654. Il s'oppose à plusieurs seigneurs locaux et à une partie des habitants de la ville, principalement au sujet de la gestion des biens de l'évêché. Il attaquera même l'archidiacre de Saint-Pons, Joseph-Gabriel de Thézan du Poujol, devant le Parlement de Toulouse, au sujet de la succession de Jean-Jacques de Fleyres. Il demande alors à changer de poste, et devient rapidement évêque de Castres, dès le 29 juin 1664. Mais alors qu'il quitte la ville de Saint-Pons, il subit nombre de quolibets et d'injures, et réclame justice auprès de Jean-Baptiste Colbert, à l'encontre de chanoines qu'il accuse d'être les instigateurs de ce mouvement de foule. On ne sait ce qu'il en est.
Michel Tubeuf est confirmé à Castres le 6 octobre 1664. Castres possédait un vieux évêché médiéval rue des Capitouls.  Monseigneur Tuboeuf désirait un palais de l'Évêché plus vaste et moderne symbole de son pouvoir et autorité.
Il décide de lancer la construction en 1666 du palais épiscopal de Castres, en s'offrant les services Jules Hardouin-Mansart, architecte du roi de Louis XIV et notamment du château de Versailles. Ce palais est occupé aujourd'hui par le musée Goya et sur une autre aile par  l'hôtel de ville de Castres. Les grands  travaux du palais et de la grande cathédrale Saint-Benoît sont très coûteux en matériaux et aussi en mains d'œuvre (charpentier, tailleur de pierre, vitrier, tuilier, etc.) La cathédrale Saint-Benoît sera inachevé faute de financement...
Il meurt finalement le 16 avril 1682 à Paris.

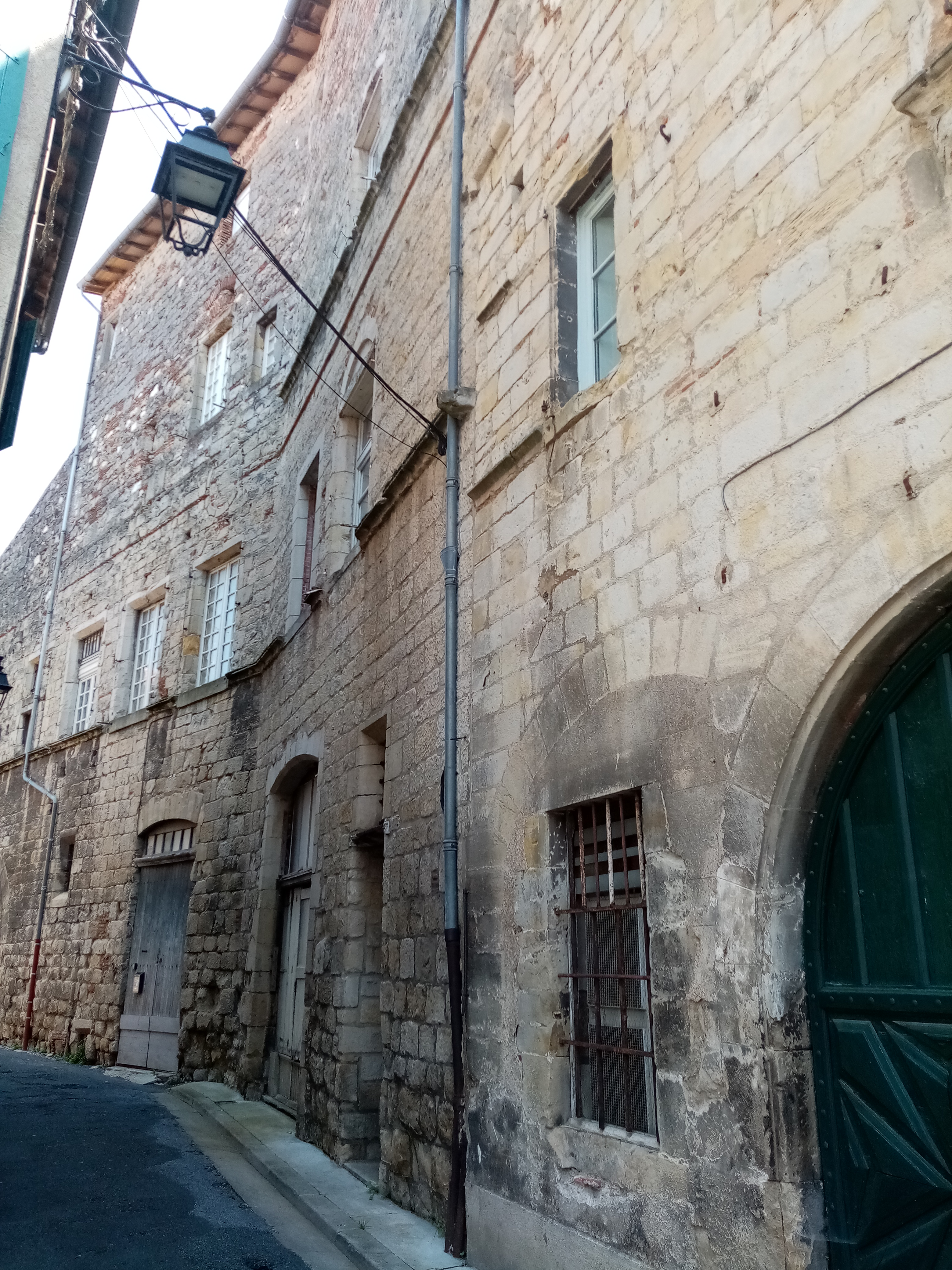
Monseigneur Tuboeuf juge trop exiguë l'ancien évêché médiéval à Castres situé rue des Capitouls.
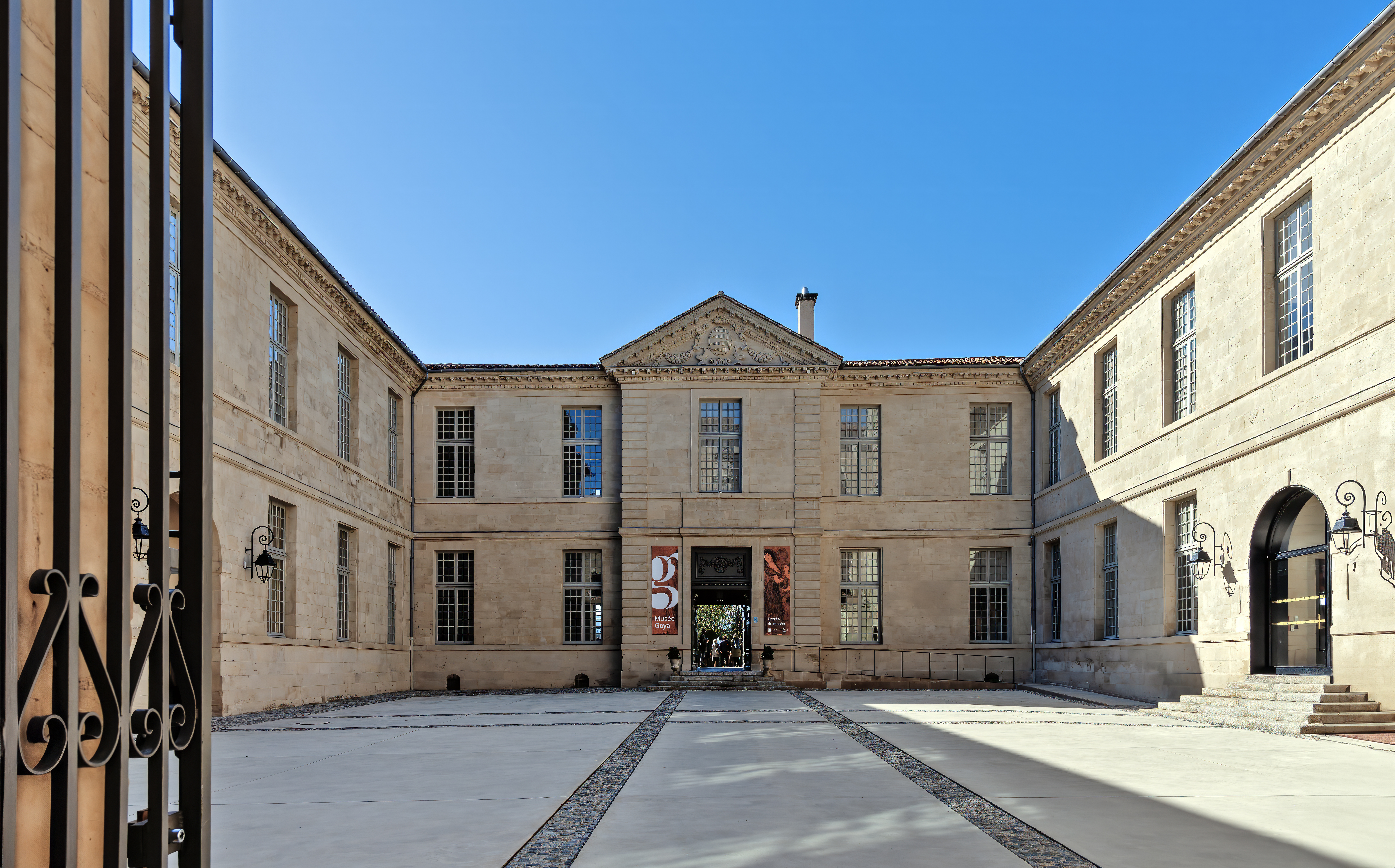
Cour intérieure du palais de l'Évêché.
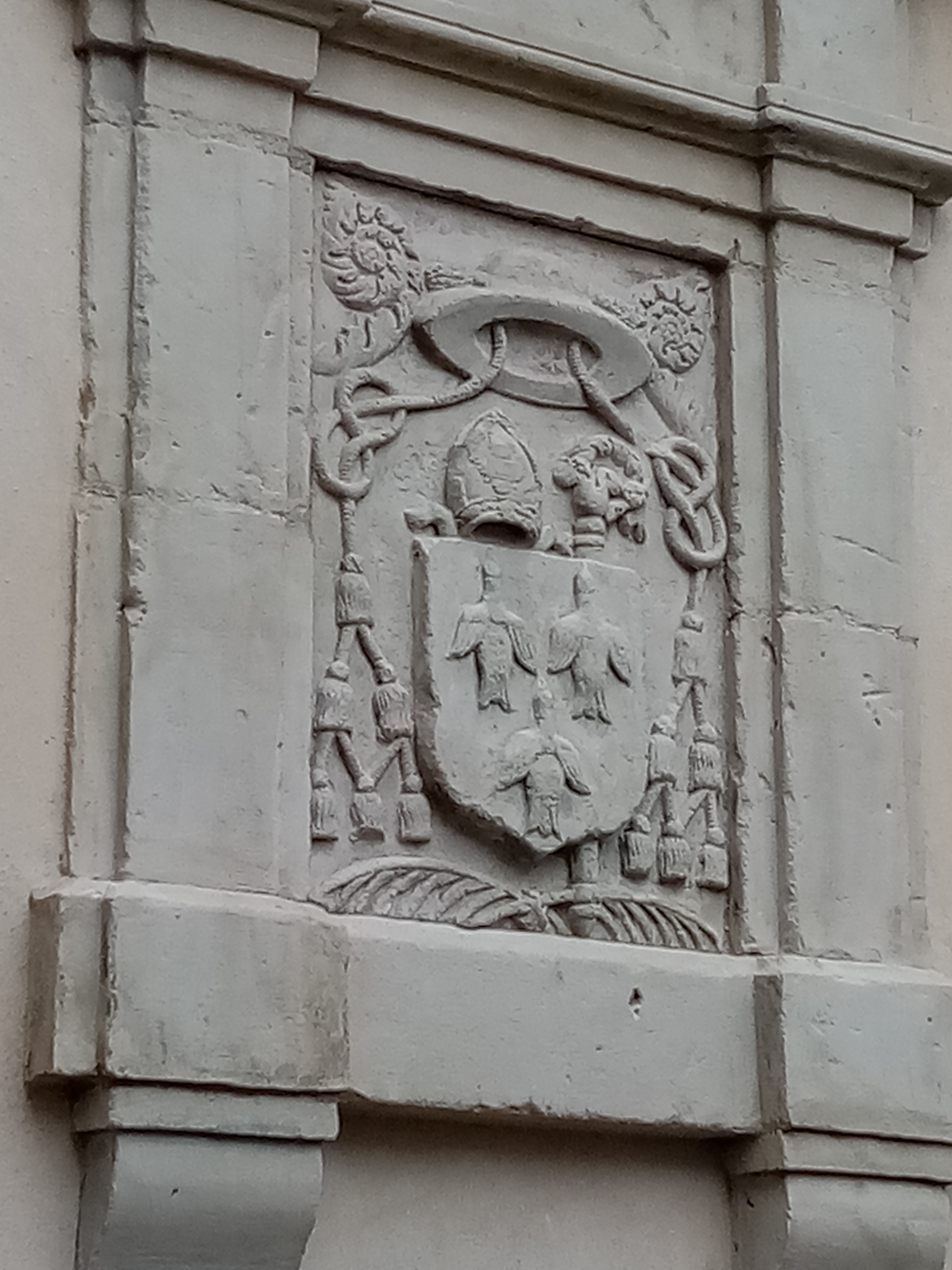
Blason de Monseigneur Tuboeuf, ancien évêque de Castres à l'origine de la construction du palais de l'Évêché au XVIIe siècle.
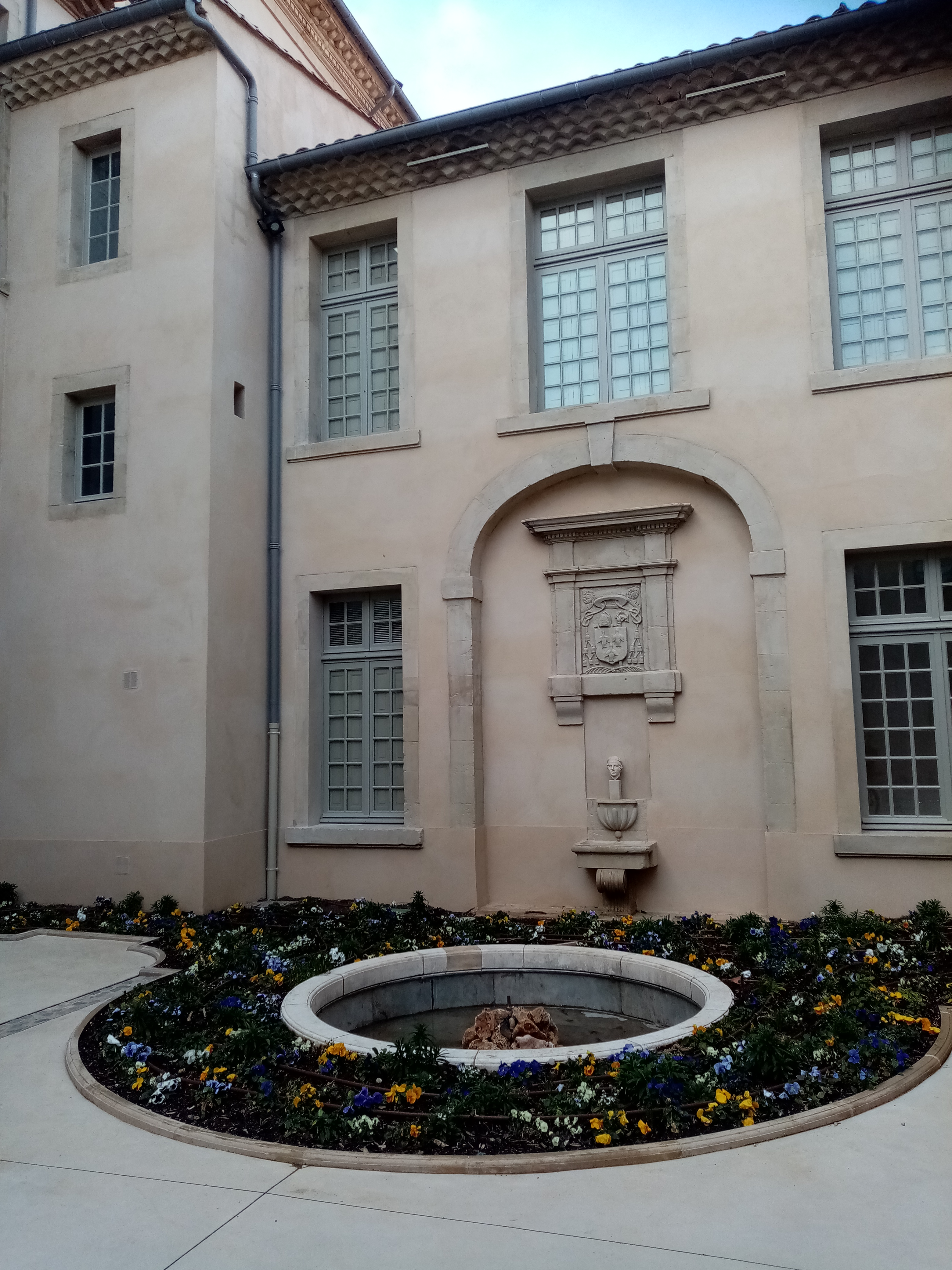
Bassin, statue et blason de Monseigneur Tuboeuf dans la deuxième cour intérieure du palais.